# 2002년 3월
| 2002년: 1월 · 2월 · 3월 · 4월 · 5월 · 6월 · 7월 · 8월 · 9월 · 10월 · 11월 · 12월 |

| <          | 2002년 3월 | 2002년 3월 | 2002년 3월 | 2002년 3월  | 2002년 3월  | >          |
| 일         | 월         | 화         | 수         | 목          | 금          | 토         |
|            |            |            |            |             | 1 1.18 무진 | 2 19 기사  |
| 3 20 경오  | 4 21 신미  | 5 22 임신  | 6 23 계유  | 7 24 갑술   | 8 25 을해   | 9 26 병자  |
| 10 27 정축 | 11 28 무인 | 12 29 기묘 | 13 30 경진 | 14 2.1 신사 | 15 2 임오   | 16 3 계미  |
| 17 4 갑신  | 18 5 을유  | 19 6 병술  | 20 7 정해  | 21 8 무자   | 22 9 기축   | 23 10 경인 |
| 24 11 신묘 | 25 12 임진 | 26 13 계사 | 27 14 갑오 | 28 15 을미  | 29 16 병신  | 30 17 정유 |
| 31 18 무술 |            |            |            |             |             |            |

| 편집하기 |

## 2002년3월 7일
- 신종마약 엑스터시를 투약한 혐의를 받고 있는 탤런트 성현아 등 8명이 구속되었다.

## 2002년3월 1일
- 스카이라이프가 개국하다.